# Жонгльорът (филм, 1895)
„Жонгльорът“ (на немски: Der Jongleur) е германски късометражен ням филм от 1895 година на продуцента и режисьор Макс Складановски с участието на Силвестер Шефер.

## Сюжет
Един мъж, Паул Петрас (Силвестер Шефер) стои на театрална сцена с цилиндрична шапка на главата си и жонглира с билярдни топки пред камерата.

## В ролите
- Силвестер Шефер като Паул Петрас[3]